# Fear of Rain
Fear of Rain es una película estadounidense de terror de 2021, dirigida por Castille Landon y protagonizada por Madison Iseman, Katherine Heigl, Harry Connick Jr. y Israel Broussard.

## Trama
Rain Burroughs (Madison Iseman), de 17 años, sufre de tempranos ataques de esquizofrenia y es admitida en el hospital después de un episodio psicótico. Después revela a su terapista que no ha estado tomando su medicación ya que interfiere con su habilidad de pintar. Su madre, Michelle (Katherine Heigl), y su padre, John (Harry Connick Jr), la apoyan mucho, pero cuando Rain vuelve a la escuela, es repudiada por sus amigos quienes hacen mofa de su enfermedad. Sin embargo, Rain atrae la atención de un nuevo muchacho, Caleb (Israel Broussard), y empiezan a pasar el rato juntos.
Una noche mientras tiene un mal sueño, Rain ve una visión de su maestra, Sra McConnel (quien también es su vecina de al lado) bailando con una niña pequeña. Despierta y mira fuera de su ventana de dormitorio en la ventana del ático de la Sra. McConnell, y ve a la muchacha rápidamente arrebata de la vista. La mañana siguiente, Rain y John visitan a la Sra. McConnell, y ella les permite buscar en el ático, donde no encuientran nada más que muñecas y maniquís que la Sra. McConnell dice que pertenecen a su abuela. Rain le dice a Caleb lo que vio y él le cree. Después, los dos irrumpen en el hogar de la Sra. McConnell para encontrar a la muchacha, pero el intento es infructuoso.
Rain y Caleb buscan en línea por niños perdidos y encuentran información de una niña llamada Malia, a quien Rain dice verse idéntica a la muchacha que vio en el ático. Después, Caleb se da cuenta de la enfermedad de Rain y ella se abre a él, pero Michelle empieza cuestionarse si Caleb es real o una ficción de la imaginación oscura de Rain. Rain y Caleb intentan investigar el hogar de la Sra. McConnell de nuevo, pero ella los escucha romper una ventana y llama a la policía. John se enoja y confronta a Rain quien se burla de su padre pretendiendo tomar varias de sus píldoras. John la cachetea violentamente.
La tarde siguiente, Rain y Caleb se besan por primera vez en la sala de Rain. Michelle los sorprende, confirmando a Rain que Caleb es real, pero entonces el se va abruptamente. Al día siguiente en la escuela, Rain ve que Caleb está ausente y cree que ella realmente lo inventó en su mente. Ella se va a ver a su terapista, pero ella no estaba ahí. Rain vuelve a casa, donde sufre una ruptura mental. Michelle trata de confortarla pero Rain arremete. John entonces revela que realmente, Michelle ha estado muerta por tres años y su presencia ha sido la imaginación de Rain, todo el tiempo.
Histéricamente, Rain rompe de nuevo en el hogar de la Sra. McConnell y hace una investigación ulterior del ático. Ella tiene una visión de su madre y habla con su espíritu. La Sra. McConnell llega a su casa y se sienta a almorzar. Cuando Rain trata de escabullirse fuera, mira que la puerta de su sótano está cerrada, pero es capaz de robarse las llaves y abrir la puerta. Rain encuentra a Malia encerrada en una jaula en el sótano. Cuando escuchan a la Sra. McConnell bajar para investigar, Rain se esconde en la jaula con Malia. La Sra. McConnell le dice a Rain que ella quiere ayudarla y no le va a decir a la policía, y que Malia no es real. Rain no sabe qué creer, pero en ese momento, aparece Caleb y somete a la Sra. McConnell, dándole a Rain y Malia una oportunidad para escapar.
John llega y confirma a Rain que Malia es real, y que ella tenía razón todo el tiempo. Entonces, Caleb sale del garaje y también se confirma que es real.
Semanas después, Rain esta en recuperación, la nueva medicación está trabajando y ella ha parado de tener tantas alucinaciones. Ella y John visitan la tumba de Michelle. Después, cuando Rain se duerme en su dormitorio, una visión de Michelle duerme a su lado, reafirmándole a Rain que su madre esta por siempre con ella en su memoria.

## Reparto
| Actor             | Personaje          |
| ----------------- | ------------------ |
| Madison Iseman    | Rain Burroughs     |
| Katherine Heigl   | Michelle Burroughs |
| Israel Broussard  | Caleb              |
| Eugenie Bondurant | Dani McConnell     |
| Harry Connick Jr. | John Burroughs     |

- Datos: Q84366452